# Версхюрен, Ник
Ник Версхюрен (нидерл. Nick Verschuren; Пустой шаблон {{ВД-Преамбула}} ) — нидерландский футболист, защитник амстердамского «Аякса», выступающий на правах аренды за «Волендам».

## Клубная карьера
Версхюрен начинал заниматься футболом в амстердамском клубе «Фортиус», а в 2014 году перешёл в академию «Аякса». 18 августа 2023 года подписал с клубом свой первый контракт до середины 2026 года. В том же году для получения игровой практики начал выступать за резервный состав «Йонг Аякс». 20 октября дебютировал в Эрстедивизи в гостевом матче против «Дордрехта», выйдя в стартовом составе. В дебютном сезоне сыграл 16 матчей в чемпионате. С начала сезона 2024/25 регулярно был капитаном резервной команды. В феврале 2025 года впервые попал в заявку основной команды на матч Лиги Европы УЕФА против бельгийского «Юниона», но на поле не появился. 7 августа 2025 года продлил контракт с «Аяксом» до 2028 года.
11 августа 2025 года перешёл на правах аренды в «Волендам». 17 августа дебютировал в Эредивизи в домашнем матче против АЗ (2:2), выйдя на замену вместо Ксавье Мбуямбы на 93-й минуте.

## Статистика выступлений
| Клуб             | Сезон            | Лига | Лига | Кубок | Кубок | Итого | Итого |
| Клуб             | Сезон            | Игры | Голы | Игры  | Голы  | Игры  | Голы  |
| ---------------- | ---------------- | ---- | ---- | ----- | ----- | ----- | ----- |
| Йонг Аякс        | 2023/24          | 16   | 0    | —     | —     | 16    | 0     |
| Йонг Аякс        | 2024/25          | 33   | 0    | —     | —     | 33    | 0     |
| Йонг Аякс        | Итого            | 49   | 0    | —     | —     | 49    | 0     |
| → Волендам       | 2025/26          | 1    | 0    | 0     | 0     | 1     | 0     |
| → Волендам       | Итого            | 1    | 0    | 0     | 0     | 1     | 0     |
| Всего за карьеру | Всего за карьеру | 50   | 0    | 0     | 0     | 50    | 0     |